# Psilogramma mandarina
Psilogramma mandarina là một loài bướm đêm thuộc họ Sphingidae. Loài này có ở Giang Tây ở Trung Quốc.